# Bellator 136
Bellator 136: Brooks vs. Jansen foi um evento de artes marciais mistas promovido pelo Bellator MMA, ocorreu em 10 de abril de 2015 no Bren Events Center em Irvine, California. O evento foi transmitido ao vivo na Spike TV nos Estados Unidos.

## Background
O evento teve como luta principal a luta valendo o Cinturão Peso Leve do Bellator entre o atual campeão Will Brooks e vencedor do Vencedor do Torneio de Leves da 7ª Temporada Dave Jansen.
O co-evento principal foi a luta dos médios entre o kickboxer Joe Schilling e Rafael Carvalho.

## Resultados
Nota 1 Pelo Cinturão Peso Leve do Bellator.

## Ligações Externas
1. ↑  Nota 1